# サニックスCup国際新体操団体選手権

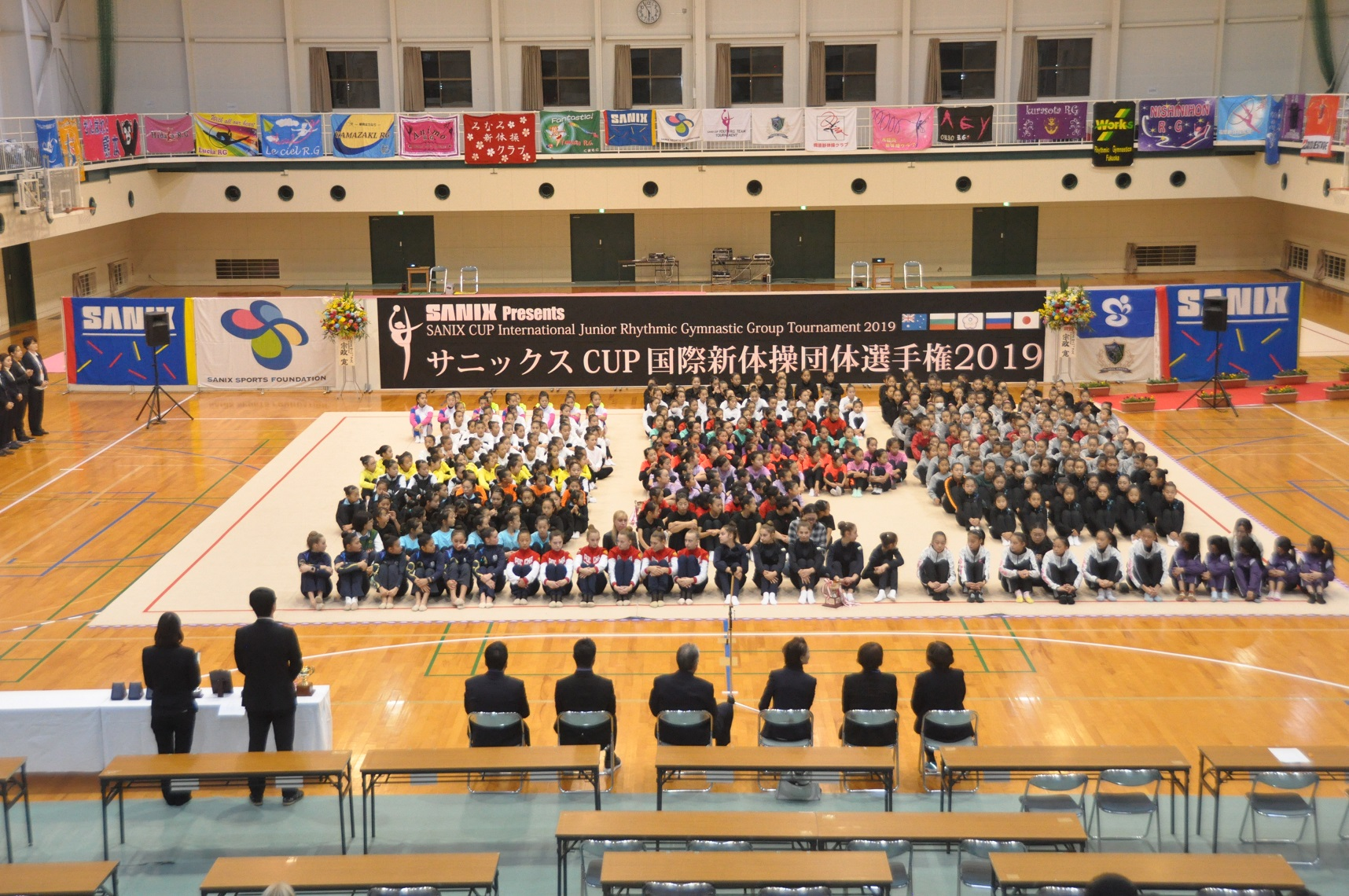
サニックスCup国際新体操団体選手権2019の開会式の様子

サニックスCup新体操団体選手権は、毎年11月にグローバルアリーナ（福岡県宗像市）で行われる団体大会である 。主催は
一般財法人サニックススポーツ振興財団と株式会社グローバルアリーナ。
キッズ（U-6）、チャイルド（U-12）とジュニア（U-15）の年齢カテゴリーで、計6部門での競技がある。
海外からの参加は、目下のところ、ジュニア団体のみに限定されている。
2020年秋に開催予定の第18回大会は、新型コロナウイルス感染拡大防止のため、中止された。

## 概要

### その前身から現在まで
サニックスCupは、ブルガリアの名門・レフスキー新体操クラブの来日を機に、ジュニアの新体操の普及を図る目的で始まった大会である。
ブルガリアの選手がグローバルアリーナで開催された国際交流イベントの「ブルガリアとキャンドルのクリスマス」の一環として招待された2001年12月に合わせ、福岡県内の新体操クラブ参加の「新体操フレンドシップ演技会」が開かれ、その中で来日選手団が模範演技披露と新体操指導を行った。
ブルガリアの文化とスポーツの紹介イベントがそれ以降も続けられ、翌年10月に再来日したレフスキー新体操クラブの選手を迎える「グローバルアリーナ新体操フェスティバル」を経て、サニックスCup国際新体操団体選手権は2003年10月にスタートした。
2011年まで国内チームのみ参加の大会だったが、第10回記念大会よりレフスキー新体操クラブをはじめ海外からのジュニア団体の出場も認めるようになった。今までは、アゼルバイジャン、ブルガリア、カザフスタン、リトアニア、タイ、タタールスタンとトルコのジュニア代表チームをはじめ、オーストラリア、中国、韓国マレーシア、ロシアと台湾のクラブ及び学校チームの参加があった。

### 競技種目
徒手演技から手具を扱う演技に重点が置かれるようになっていく中で、競技種目も年々増え2019年大会では5つの年齢カテゴリーで計6種目に上った。
そのうち、双葉キッズ団体、三つ葉キッズ団体は、競技性がなく演技発表との形で行われる。
小学生低学年団体と小学生高学年団体の競技は、一回のみの演技披露で順位を競う（新種目として始まった当初は、キッズ同様に演技発表にとどまっていた）。
チャイルド徒手＆手具団体とジュニア団体の競技は、2日間にかけて予選と決勝に分かれている。なお、海外チームは、予選結果に関係なく全チーム決勝に進む。 

## 歴代入賞チーム

### ジュニア団体
※2008年から014年まで、の間年によって2つの種目で競技あり
| 開催年           | 優勝                                 | 準優勝                           | 3位                              | 4位い                    | 5位い                    | 6位                              |
| ---------------- | ------------------------------------ | -------------------------------- | -------------------------------- | ------------------------ | ------------------------ | -------------------------------- |
| 2003年           | おりおRG                             | 梶原新体操クラブ                 | フレンズ新体操クラブA            | Works RG Fukuoka         | 西日本新体操クラブ       | 大牟田Jr新体操クラブ             |
| 2004年           | おりおRG                             | かじ新体操クラブンズ新体操クラブ | フレンズ新体操クラブ             | 活水ジュニア新体操クラブ | フレンズRG Jr            | 玉名RG                           |
| 2005年           | 松永RG                               | 高松新体操クラブ                 | 松永新体操クラブ                 | 熊本RG                   | 友ステーション           | 友ステーションジュニア           |
| 2006年           | 松永RG                               |                                  |                                  |                          |                          |                                  |
| 2007年           | 松永RG                               | 熊本信愛女学院中学校             | おりおRG                         | 熊本RG                   | SAKURA RG                | 松永新体操クラブ                 |
| 2008年（リボン） | 熊本信愛女学院中学校                 | 活水中学校                       | 梶原新体操クラブ                 | 友ステーション           | みどり新体操クラブ       | 西福岡新体操クラブ               |
| 2008年（クラブ） | おりおRG                             | SAKURA RG                        | Hikari RG                        | 熊本RG                   | フレンズ新体操クラブ     | 友ステーション ジュニア          |
| 2009年           | 熊本RG                               | 活水中学校                       | SEIKO RGクラブ                   |                          |                          |                                  |
| 2010年（リボン） | 梶原新体操クラブ                     | 加藤R.Gクラブ                    | ボイス                           | ー                       | ー                       | ー                               |
| 2010年（ロープ） | 梶原ジュニア新体操クラブ             | 信愛中                           | みどり新体操クラブ               | 熊本RG                   | Works RG Fukuoka         | 西日本新体操クラブ               |
| 2011年           | 熊本信愛中学校                       | 熊本RG                           | 城山中学校                       | ブリヂストン新体操クラブ | 梶原ジュニア新体操クラブ | 西日本新体操クラブ               |
| 2012年（ロープ） | 梶原新体操クラブ                     | 西日本新体操クラブ               | Mikasa R.G.C                     | 山崎新体操クラブ         | 山崎Jr新体操クラブ       | －                               |
| 2012年（フープ） | レフスキー新体操クラブ（ブルガリア） | カザフスタンジュニア代表         | 熊本信愛                         | 梶原ジュニア新体操クラブ | みどり新体操クラブ       | サラナR.G club                   |
| 2013年           | ブルガリアジュニア代表チーム         | タタールスタン選抜（ロシア）     | クラソタRG                       | リトアニアジュニア代表   | 梶原新体操クラブ         | 高松新体操クラブ                 |
| 2014年（フープ） | 西日本新体操クラブ                   | アニモR.G                        | みずほRG                         | 山崎Jr新体操クラブ       | 山崎新体操クラブ         | －                               |
| 2014年（ボール） | アゼルバイジャンジュニア代表チーム   | サハリン1 新体操クラブ           | ブルガリアジュニア代表           | 梶原新体操クラブ         | シーナRGC                | クラソタRGジュニア               |
| 2015年           | レフスキー新体操クラブ（ブルガリア） | クラソタRG                       | PCYCエレガンス（オーストラリア） | かささぎRG               | トルコジュニア代表       | 玉名RG                           |
| 2016年           | レフスキー新体操クラブ（ブルガリア） | 活水中学校                       | スパークル新体操クラブ（中国）   | みどり新体操クラブ       | 松永RG                   | PCYCエレガンス（オーストラリア） |
| 2017年           | レフスキー新体操クラブ（ブルガリア） | クラソタRG                       | フレンズRG                       | みどり新体操クラブ       | 西日本新体操クラブ       | スパークル新体操クラブ（中国）   |
| 2018年           | レフスキー新体操クラブ（ブルガリア） | 東山RG（台湾）                   | PCYCエレガンス（オーストラリア） | ラスタチュキRG（ロシア） | 熊本RG                   | フレンズ新体操クラブ             |
| 2019年           | レフスキー新体操クラブ（ブルガリア） | みどり新体操クラブ               | 西日本新体操クラブ               | 東山RG（台湾）           | ルチアRG                 | 山崎新体操クラブ                 |

### チャイルド団体
※2011年まで徒手のみ；　2012年～2013年は、徒手と徒手＆手具の2カテゴリー；　2014年以降は、徒手＆手具のみ
| 開催年           | 優勝                 | 準優勝                       | 3位                          | 4位                          | 5位                          | 6位                          |
| ---------------- | -------------------- | ---------------------------- | ---------------------------- | ---------------------------- | ---------------------------- | ---------------------------- |
| 2003年           | 大牟田Jr新体操クラブ | 友ステーション               | グリーンカレッジ新体操教室   | 友ステーションジュニア       | 北九州ジュニア               | 加藤R.Gクラブ                |
| 2004年           | 熊本RG               | グリーンカレッジRG           | 加藤R.Gクラブ                | みどり新体操クラブ           | 梶原新体操クラブ             | フレンズRG Jr                |
| 2005年           | 松永RG               | 加藤R.Gクラブ                | SAKURA RG                    | 梶原新体操クラブ             | 熊本市ジュニア新体操クラブ   | 友ステーション               |
| 2006年           | 松永RG               |                              |                              |                              |                              |                              |
| 2007年           | 松永RG               | 松永新体操クラブ             | 加藤RGクラブ                 | 梶原新体操クラブ             | 熊本RG                       | ブリヂストンスポーツアリーナ |
| 2008年           | 熊本RG               | エンジェルRGカガワ 日中      | 宗像新体操クラブ             | グリーンカレッジRG           | ブリヂストンスポーツアリーナ | クラソタRG                   |
| 2009年           | クラソタRG           | 西日本新体操クラブ           | 加藤R.Gクラブ                | ブリヂストンスポーツアリーナ | グリーンカレッジRG           | フレンズRG.Jr                |
| 2010年           | クラソタRG           | ブリヂストンスポーツアリーナ | SAKURA RG                    | 梶原新体操クラブ             | 熊本RG                       | フレンズ新体操クラブ         |
| 2011年           | クラソタRG           | 加藤R.Gクラブ                | みどり新体操クラブ           | 松永RG                       | 西日本新体操クラブ           | 熊本市ジュニア新体操クラブ   |
| 2012年（徒手）   | みどり新体操クラブ   | 西日本新体操クラブ           | ブリヂストン新体操クラブ     | 熊本市ジュニア新体操クラブ   | 熊本RG                       | 梶原新体操クラブ             |
| 2012年（リボン） | 加藤RGクラブ         | 梶原新体操クラブ             | 北九州ジュニア               | 熊本市ジュニア新体操クラブ   | みずほRG                     | 熊本RG東海                   |
| 2013年（リボン） | 梶原新体操クラブ     | 山崎新体操クラブ             | －                           | －                           | －                           | －                           |
| 2013年（徒手）   | クラソタRG           | ブリヂストンスポーツアリーナ | みどり新体操クラブ           | 西日本新体操クラブ           | 熊本市ジュニア新体操クラブ   |                              |
| 2014年           | みどり新体操クラブ   | クラソタRG                   | 西日本新体操クラブ           | グリーンカレッジRG           | Mikasa RGC                   | みどりRG                     |
| 2015年           | クラソタRG           | 西日本新体操クラブ           | かささぎRG                   | グリーンカレッジRG           | フレンズ豊府                 | 梶原新体操クラブ             |
| 2016年           | クラソタRG           | 西日本新体操クラブ           | 梶原新体操クラブ             | 松永RG                       | Rin新体操クラブ              | 西日本RGジュニア             |
| 2017年           | 西日本新体操クラブ   | みどり新体操クラブ           | クラソタRG                   | フレンズRG                   | Rin新体操クラブ              | 梶原新体操クラブ             |
| 2018年           | 西日本新体操クラブ   | Rin新体操クラブ              | クラソタズRG                 | 梶原ジュニア新体操クラブ     | ブリヂストンスポーツアリーナ | 松永新体操クラブ             |
| 2019年           | Rin新体操クラブ A    | 西日本新体操クラブ           | ブリヂストンスポーツアリーナ | クラソタRG                   | 熊本RG                       | みどり新体操クラ             |

### チャイルド高学年
※2014年に新設。2015年までは順位をつけていなかった。
| 開催年 | 優勝             | 準優勝             | 3位                  | 4位                | 5位い              | 6位              |
| ------ | ---------------- | ------------------ | -------------------- | ------------------ | ------------------ | ---------------- |
| 2016年 | 松永RG           | グリーンカレッジRG | 大牟田Jr新体操クラブ | 梶原新体操クラブ   | 志免新体操クラブ   | クラソタRG       |
| 2017年 | クラソタRG       | 山崎新体操クラブ   | クラソタRGジュニア   | 西日本新体操クラブ | おりおRG           | BOND新体操クラブ |
| 2018年 | 梶原新体操クラブ | おりおRG           | 西日本新体操クラブ   | Le ciel R.G Bleu   | アニモR.G          | BOND新体操クラブ |
| 2019年 | 西日本RGジュニア | Works RG Fukuoka   | 西日本新体操クラブ   | 梶原新体操クラブ   | クラソタRGジュニア | レビーズRG       |

### チャイルド低学年
※2014年に新設。2015年までは順位つけていなかった。
| 開催年 | 優勝               | 準優勝             | 3位                | 4位い              | 5位い             | 6位              |
| ------ | ------------------ | ------------------ | ------------------ | ------------------ | ----------------- | ---------------- |
| 2016年 | クラソタRG         | グリーンカレッジRG | BOND新体操クラブ   | 西日本新体操クラブ | 松永RG            | 梶原新体操クラブ |
| 2017年 | グリーンカレッジRG | クラソタRG         | クラソタRGジュニア | 志免新体操クラブ   | 梶原新体操クラブ  | Emi RG           |
| 2018年 | 西日本新体操クラブ | クラソタRG         | 西日本RGジュニア   | グリーンカレッジRG | サザンドール★Kego | BOND新体操クラブ |
| 2019年 | 西日本新体操クラブ | BOND新体操クラブG  | アルクスRGG        | Le ciel R.GG       | クラソタRGub      | Emi新体操Club    |